# 노스래너크셔

노스래너크셔

노스래너크셔(영어: North Lanarkshire, 스코트어: North Lanrikshire, 스코틀랜드 게일어: Siorrachd Lannraig a Tuath)는 스코틀랜드의 의회 구역으로 행정 중심지는 머더웰이며 면적은 470km2, 인구는 338,000명(2010년 기준), 인구 밀도는 695명/km2이다. 이스트던바턴셔, 폴커크, 스털링, 사우스래너크셔, 웨스트로디언과 접한다.